# Skolmognadsprov
Skolmognadsprov var tidigare ett test för att se om ett barn kunde anses moget att börja skolan. I Sverige nämndes det första gången i Skollagen 1946. Vid 1970-talets mitt avskaffades det efter att ha spelat ut sin roll. Istället infördes inskolning.